# Heteragrion alienum
Heteragrion alienum är en trollsländeart som beskrevs av Williamson 1919. Heteragrion alienum ingår i släktet Heteragrion och familjen Megapodagrionidae. Inga underarter finns listade i Catalogue of Life.